# 三豊市立詫間中学校
三豊市立詫間中学校（みとよしりつ たくまちゅうがっこう）は、香川県三豊市にある公立中学校。

## 概要
三豊市の北部に位置する。通称「詫中(たくちゅう）」。

## 沿革
- 1947年（昭和22年）4月1日 - 開校。
- 1962年（昭和37年）3月31日 - 荘内中学校を統合。大浜教場・箱浦教場とする。
- 1964年（昭和39年）4月1日 - 大浜教場・箱浦教場廃止。新校章制定。
- 1970年（昭和45年）4月1日 - 志々島中学校を統合。志々島教場とする。
- 2010年（平成22年）3月26日 - 新体育館落成。

## 学校行事
| - 4月 入学式 部活動紹介 - 5月 生徒総会 学級旗発表会 - 6月 | - 7月 - 8月 - 9月 体育祭 | - 10月 生徒会役員選挙 文化祭 - 11月 - 12月 | - 1月 - 2月 - 3月 卒業式 校内球技大会 |

## 生徒会活動
- 中央委員会
  - 生徒会役員
  - 学級委員長
  - 常任委員長（各委員会の長）
- 常任委員会
  - 生活委員会
  - 文化委員会
  - 美化委員会
  - 保健委員会
  - 体育委員会
  - 給食委員会

## 部活動
- 運動系
  - 野球部
  - サッカー部
  - バスケ部【男】
  - バドミントン部
  - バレー部【女】
  - 卓球部【男、女】
  - テニス部【男、女】
  - 陸上部
  - 剣道部

- 文化系
  - 吹奏楽部
  - 家庭科部
  - 美術部

## 周辺
詫間小学校など

## 出身者
- 横山学（陸上競技選手、シドニー五輪棒高跳日本代表）

## 通学区域が隣接している学校
- 三豊市立仁尾中学校
- 三豊市立三野津中学校